# Denise Renard
Denise Renard, née le 11 mai 1905 à Tiercelet (Meurthe-et-Moselle) et décédée le 23 août 1969 au Puy-en-Velay, est une résistante et Juste parmi les Nations française. Durant la Seconde Guerre mondiale, elle fait passer avec son mari plusieurs centaines de fugitifs en zone libre. Ils hébergent et nourrissent également une famille juive fugitive.

## Biographie
Denise Valentine Désindes nait le 11 mai 1905,. Elle est originaire de Meurthe-et-Moselle. Elle est professeure dans l’enseignement technique à Châtellerault. Elle s’installe avec son mari Pierre Renard à La Haye-Descartes en 1939. Pierre est commerçant et tient un magasin de teinturerie. Ils ont deux enfants, Paulette, 12 ans, et Georges, 1 an.

### L'engagement

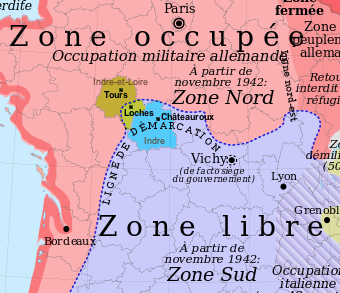

À partir de 1941, révoltés par le régime de collaboration, le couple fait passer la ligne de démarcation, située à quelques kilomètres de la ville, à des centaines de personnes en lien avec la famille Goupille et le réseau d’évasion Marie-Odile.
Ils hébergent également les quatre membres d'une famille juive originaire de Belgique, les Freudman. Denise les nourrit, leur fournit des faux papiers, puis Pierre les fait passer en zone libre.
Son mari, très actif dans le réseau de résistance Turma-Vengeance, est notamment actif au sein du BOA : Bureau des opérations aériennes. Il est arrêté le 26 février 1944, déporté au camp de concentration de Neuengamme, puis à Bergen-Belsen. Il est libéré le 15 avril 1945, mais décède du typhus le 13 mai.
Le 11 novembre 1969, Denise reçoit le titre de Juste parmi les nations.

## Distinctions et hommages
- 1969 : Juste parmi les nations par le mémorial de Yad Vashem à Jérusalem[5],[2], Dossier 570[6]